# Döden tar semester
Döden tar semester (originaltitel: Death Takes a Holiday) är en amerikansk romantisk dramafilm från 1934 i regi av Mitchell Leisen, baserad på den italienska pjäsen La morte in vacanza av Alberto Casella. Huvudrollerna spelas av Fredric March, Evelyn Venable och Guy Standing.
Filmen har under årens lopp spelats in i flera olika nyversioner. 1998 gjordes en nyinspelning under titeln Möt Joe Black, med bland andra titelrollsinnehavaren Brad Pitt.